# Fortuniano
| Sistema/Período | Série/Época  | Andar/Estágio | Idade (Ma)    |
| --- | ------------ | ------------- | ------------- |
| Ordoviciano | Inferior     | Tremadociano  | mais recente  |
| Cambriano | Furônguico   | Estágio 10    | 485.4-~489.5  |
| Cambriano | Furônguico   | Jiangxaniano  | ~489.5–~494.0 |
| Cambriano | Furônguico   | Paibiano      | ~494.0–~497.0 |
| Cambriano | Miaolínguico | Guzanguiano   | ~497.0–~500.5 |
| Cambriano | Miaolínguico | Drumiano      | ~500.5-~504.5 |
| Cambriano | Miaolínguico | Estágio 5     | ~504.5–~509.0 |
| Cambriano | Série 2      | Estágio 4     | ~509.0–~514.0 |
| Cambriano | Série 2      | Estágio 3     | ~514.0–~521.0 |
| Cambriano | Terranóvico  | Estágio 2     | ~521.0–~529.0 |
| Cambriano | Terranóvico  | Fortuniano    | ~529.0–541.0  |
| Ediacarano |              |               | mais antigo   |
| Subdivisão do Cambriano de acordo com a Tabela Cronoestratigráfica Internacional versão 2015/1 da Comissão Internacional sobre Estratigrafia. |              |               |               |

Fortuniano é a mais antiga idade geológica e estágio estratigráfico da época geológica e série estratigráfica Terranóvico, a primeira também do período e sistema estratigráfico Cambriano, também a primeira pertencente à era geológica e erathem Paleozoico, sendo a primeira de todo o eonothem/éon Fanerozoico. Marca a passagem histórica para a paleontologia do Pré-Cambriano para o Cambriano.
Perdurou por 14 milhões de anos, de há 542 milhões de anos até há 528 milhões de anos.

## Designação
Seu nome deriva de uma área costeira de Fortune Head, sudeste da Terra Nova, Canadá. Em Fortune se apresenta o GSSP do Fortuniano, logo o da passagem do Pré-Cambriano/Cambriano.

## Fronteiras
Fortuniano foi a primeira idade do Cambriano, portanto a inauguração do éon Fanerozoico na era paleozoica, época Terranóvica; pertence ao Fortuniano. É a idade que marca a transição dos éons Proterozoico ao Fanerozoico. Sendo o pioneiro do Paleozoico e da explosão cambriana, marcou também a passagem histórica do superéon Pré-Cambriano para o Cambriano.
Sucede o período Ediacarano da era neoproterozoica do éon Proterozoico. Precede uma idade não nomeada ainda pela ICS da mesma época Terranóvica, época Paleozoica, éon fanerozoico.

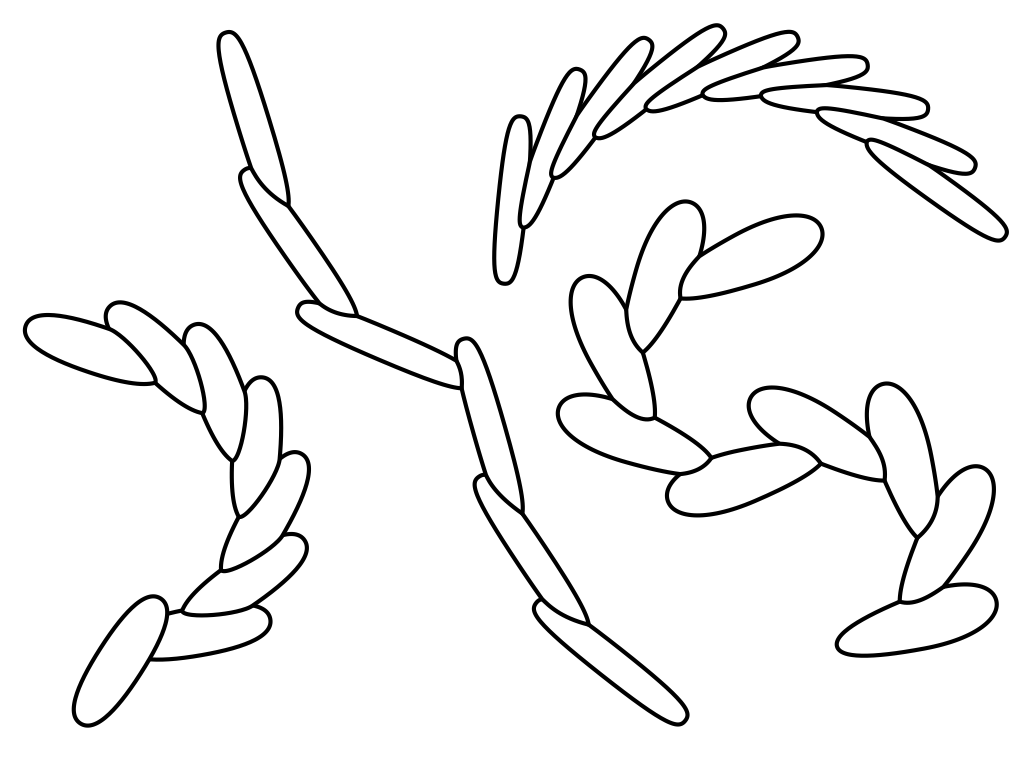
Zonas do Treptichnus pedum marcaram a passagem do Ediacarano para o Fortuniano

## Características
É caracterizado bioestratigraficamente pela zona dos T. Pedum e seus ichnofosséis. As primeiras aparições do fóssil servem como marco geocronológico para o início do Fortuniano, há 542 m.A.
Tem como característica geoquímica de transição do Ediacarano a queda brusca dos níveis de Carbono 13. É considerável a ocorrência de diversas SSFs na idade como fauna atuante.
Serve como base do sistema estratigráfico cambriano, erathem paleozoico e o eonothem Fanerozoico.
Seu fim é marcado pelo fim das zonas de T. Pedum, o que também inicia a Cambrian Stage 2.